# Groezrock
Le Groezrock est un festival de punk rock organisé chaque année, le dernier weekend d'avril, dans la petite ville de Meerhout, Flandre, en Belgique. La dernière édition date de 2019.

## Histoire

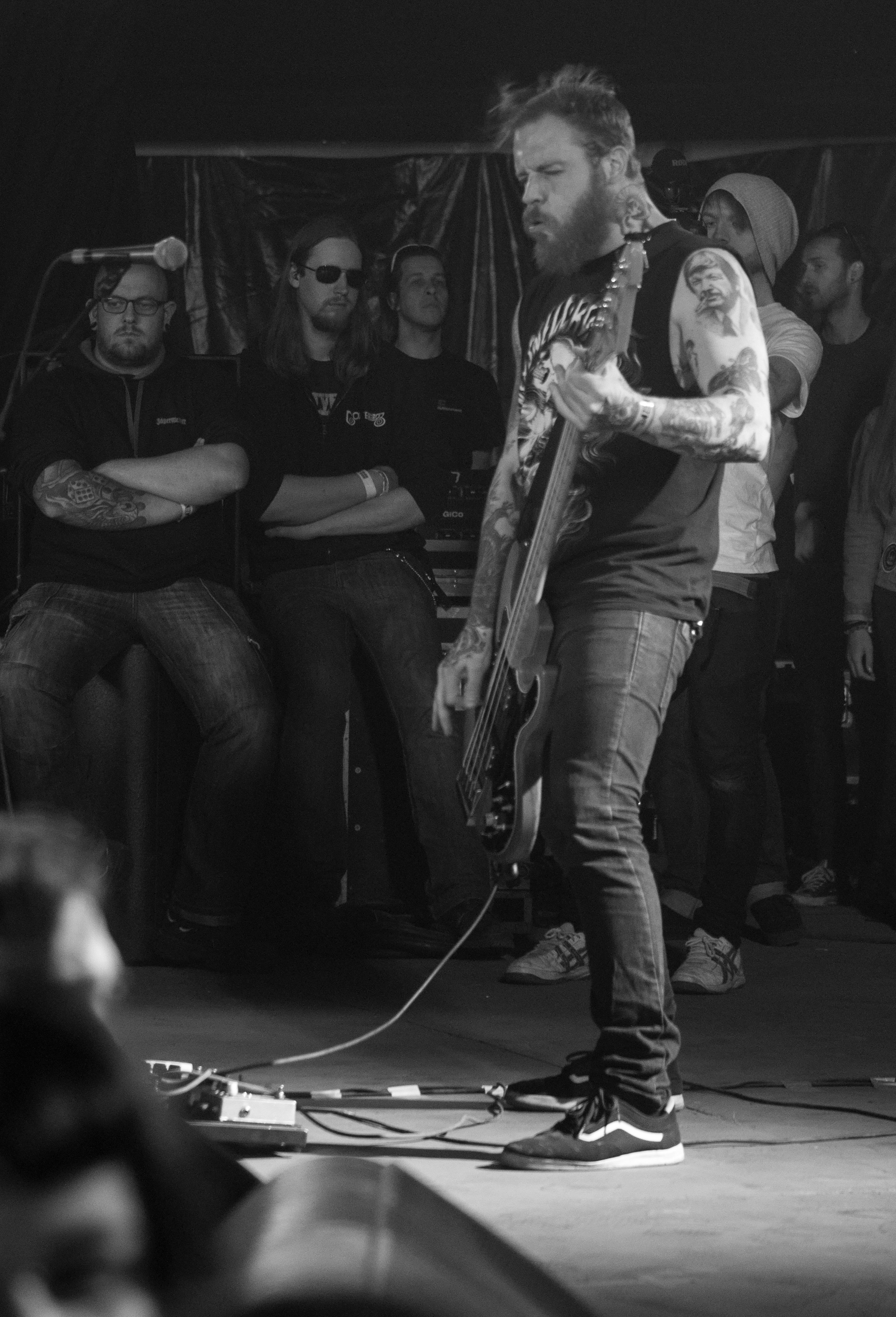
Cancer Bats au Groezrock 2015.

Le Groezrock est connu pour être le plus gros festival de punk rock européen et réunit des groupes issus de la scène punk, punk hardcore, emo et ska international. À l'origine, le festival proposait des groupes pop et rock dans une petite salle d'une capacité de 400 personnes, et c’est à partir de 1997 que le Groezrock prit son essor en ne proposant plus qu’une affiche ciblée punk et hardcore. L’évènement qui ne connaissait qu'une petite fréquentation de quelques centaines de personnes à ses débuts, rassemble actuellement plusieurs milliers de festivaliers venant des quatre coins de l’Europe. Ainsi, 40 000 festivaliers (sur deux jours) venant de Belgique, des Pays-Bas, d'Allemagne, de France, d'Espagne, d'Autriche, de Suisse, de Russie, d'Italie, entre autres, auront participé à l'édition 2012. En 1998, le camping est créé. Vue l'affluence de festivaliers de plus en plus importante d'année en année, le camping est devient payant et beaucoup mieux adapté depuis 2009 (apparition de douches, espace barbecue...).
En 2003, en plus de la Main Stage (d'une capacité de 12 000 places) une deuxième scène apparaît sur la plaine du festival, le Back to Basics Stage (successivement sponsorisée par Converse, Eastpak, puis Etnies), plus petite, mais qui a l'avantage de ne pas avoir de barrière de sécurité, ce qui amène à une complicité plus importante avec les groupes qui y jouent. En 2009, une troisième scène de taille intermédiaire, la Core Stage (successivement sponsorisée par Eastpak, Empericon et maintenant Blackstar), voit le jour. En 2010, une petite tente fait son apparition en proposant de la musique électronique. Enfin, en 2012, le Groezrock se dote d'une nouvelle scène pour les concerts acoustiques (Acoustic Stage - 1 000 Cap), qui accueille la première année Kevin Seconds (7 Seconds), Mike Herrera (MxPx), Chuck Ragan (Hot Water Music) et les Bouncing Souls. Celle-ci sera supprimée en 2014.
Le 23 avril 2011, durant le festival, la Fédération Belge d’Air guitar s’est donné comme défi de battre le record du Monde de la plus grande concentration d'air-guitaristes jouant en même temps et au même endroit. L’évènement fut programmé en tête d’affiche du festival juste avant Dropkick Murphys : 12 000 personnes miment les gestes d'un guitariste sur un morceau The Kids Aren't Alright de The Offspring durant 60 secondes. L'huissier n'a pu, cependant, faire mieux que d’officialiser le record à 4 000 participants,, battant ainsi le précédent record australien de 1 883 participants. L'édition 2014 est organisée du 2 au 3 mai 2014. Pendant l'édition 2017, le festival compte 10 000 festivaliers.
La dernière édition du festival a lieu en 2019. Malgré les levées des restrictions dues à la pandémie de Covid-19, le festival ne se tient pas en 2022. Les organisateurs n'avaient pas non plus annoncé de groupes pour l'édition 2020 (le site officiel n'a plus publié depuis d'information depuis le 23 avril 2019), alors qu'au mois de mars — moment de l'arrivée de l'épidémie en Europe — des autres années, l'affiche était habituellement connue. L'équipe n'a cependant jamais annoncé publiquement la disparition du festival[réf. souhaitée]. L'équipe d'organisation poste à nouveau sur le site officiel en avril 2024, soit 5 ans après sa dernière publication, où elle annonce être de retour pour "Back To Reality", un concert en salle de six groupes belges. Elle en profite pour donner les raisons de l'arrêt du festival : il était devenu trop grand, plus que ce qu'ils n'avaient jamais imaginé, si bien que l'organiser les dernières années avait été pour eux un second travail dont ils ne retiraient plus d'amusement.

## Programmations

### 1992–1999
- 1re édition 1992 (25 avril) : Grandma's Toy, Buckle Juice, Dinky Toys, Pitti Polak.
- 2e édition 1993 (24 avril) : Give Buzze, The Establishment, Ashbury Faith, The Scabs.
- 3e édition 1994 (30 avril) : One Hes, Inna Nip, Rusk, Groggy's Crawl, Thermos, Burma Shave, Metal Molly, Jack of Hearts, Soapstone, B.J. Scott.
- 4e édition 1995 (25 avril) : Oxid, Cesspool, Quip, Dildo Warheads, Mutilated, Deeper, Brotherhood Foundation, L.A. Doors.
- 5e édition 1996 (27 avril) : Small Yellow Fish, Protest, Underdog!?, Cooper, Def Real, The Romans, Brotherhood Foundation, Deviate.
- 6e édition 1997 (26 avril) : Ryker's, Heideroosjes, Brotherhood Foundation, Gwyllions, Instructions for Use, Igor's Record Shop, Cornflames, Flee Bag.
- 7e édition 1998 (25 avril) : Millencolin, Good Riddance, Intensity, AFI, Hard Resistance, Undeclinable Ambuscade, Pancake, Instructions For Use, Sixpack Joe, Cooperate, Plan 9.
- 8e édition 1999 (24 avril) : No Fun at All, Ten Foot Pole, 59 Times the Pain, Good Riddance, 88 Fingers Louie, Buck Wild, Bombshell Rocks, Void Section, Jane's Detd, 2 Late, Access Denied, Nevergreen, PN.

### 9eédition 2000 (29 avril)
- No Fun at All, Heideroosjes, Down by Law, Liberator, Bouncing Souls, Within Reach, Facedown, Vision, 5 Days Off, I Against I, Skin of Tears, Apeshit, Delate, Figure It Out.

### 10eédition 2001 (28 avril)
- Square One, Buckle Up, Powerhouse, Deviates, Venerea, Burning Heads, Adhesive, Stoned, Randy, Undeclinable Ambuscade, 59 Times the Pain, Snuff, SNFU, Ignite, Voodoo Glow Skulls.

### 11eédition 2002 (27 avril)
- Bad Religion, Sick of It All, Guttermouth, Down By Law, Satanic Surfers, Circle, .Calibre, Kill Your Idols, Horace Pinker, Flatcat.

### 12eédition 2003 (26 avril)
- Mainstage : Dropkick Murphys, Biohazard, Glassjaw, Ten Foot Pole, Hot Water Music, dredg, Flogging Molly, Gameface, Randy, The Shandon, Face Tomorrow, Skool's Out.
- Back to Basics Stage : Severance, Between The Lines, Support, Terror, Caliban, Give Up The Ghost, Stairland, Poison the Well.

### 13eédition 2004 (24 avril)
- Mainstage : Millencolin, Sick of It All, Heideroosjes, Mad Caddies, Madball, Pulley, Strung Out, Ten Foot Pole, Midtown, The Almighty Trigger Happy, Travoltas, Belvedere, Beatsteaks.
- Back to Basics Stage : E.Town Concrete, Stretch Arm Strong, Liar, The Bronx, The Promise, Cornflames, Rise and Fall, Champion.

### 14eédition 2005
- 7 Seconds, Alexisonfire, BoySetsFire, Capdown, Coheed and Cambria, Flogging Molly, From Autumn to Ashes, Hatebreed, Hopesfall, Lagwagon, Mad Caddies, Malkovich, Maroon, Modern Life Is War, Only Crime, Ringworm, Rise Against, The Setup, SFP, Smoke or Fire, Street Dogs, Strike Anywhere, Tsunami Bomb.

### 15eédition 2006
- Vendredi 28 avril : Taking Back Sunday, Thrice, Goldfinger, Underoath, Silverstein, Aiden, Say Anything.
- Samedi 29 avril : Bad Religion, Dropkick Murphys, Sick of It All, Anti-Flag, Me First and the Gimme Gimmes, Less Than Jake, No Use For A Name, Death by Stereo, All Out War.

### 16eédition 2007 (27–28 avril)
15 000 festivaliers étaient présents
- Vendredi 27 avril : New Found Glory, The All-American Rejects, Death by Stereo, Motion City Soundtrack, No Turning Back, Caliban, Stretch Arm Strong, Big D and the Kids Table, Senses Fail, Saosin, Gallows, Enter Shikari.
- Samedi 28 avril : Lostprophets, Jimmy Eat World, Lagwagon, Ignite, Hatebreed, MewithoutYou, Strung Out, Converge, Rise Against, Terror, Tiger Army, Mad Caddies, Sparta, Aiden, Mxpx, The Ataris, The Bronx, Deadline, Streetdogs, Full Blown Chaos, Hit the Lights, Cancer Bats, Death Before Disco.

### 17eédition 2008 (9–10 mai)

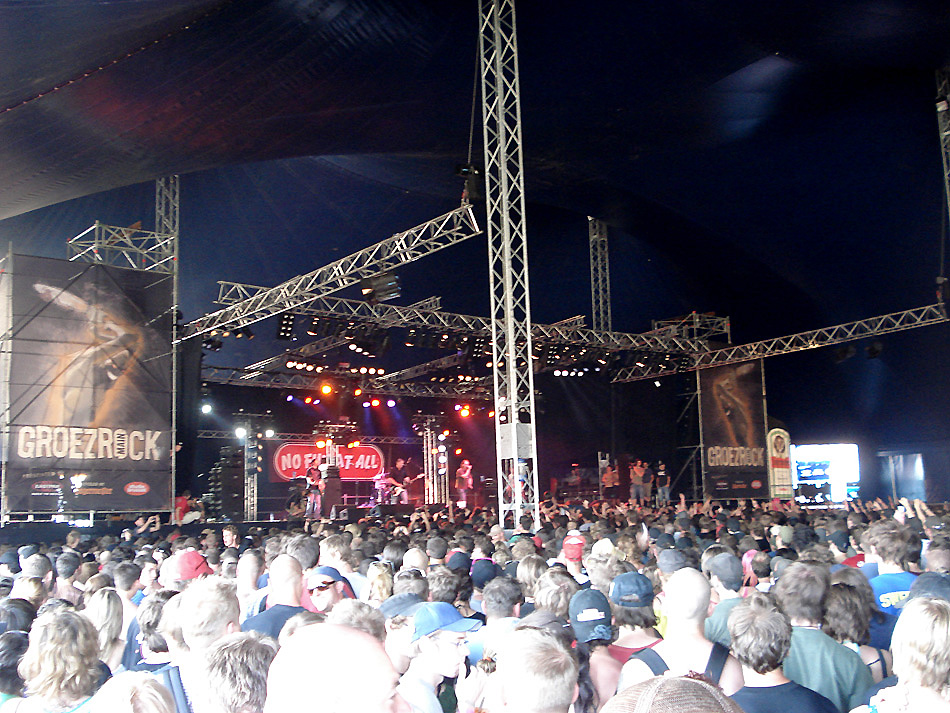
No Fun at All au Groezrock 2008.

- Vendredi 9 mai : Billy Talent, Hot Water Music, Anti-Flag, Finch, Alkaline Trio, Silverstein, The Planet Smashers, The Audition, All Time Low, Strike Anywhere, Mayday Parade, The Blackout et Set Your Goals.
- Samedi 10 mai : Bad Religion, (Good Charlotte — annulé, remplacé par Thursday), Story of the Year, Sick of It All, Face to Face, Agnostic Front, (Lit — annulé, remplacé par The Bouncing Souls), Heaven Shall Burn, Parkway Drive, 59 Times the Pain, Horse the Band, No Fun at All, The Set-Up, The Toasters, Do or Die, A Wilhelm Scream, This Is Hell, The Loved Ones, Cursed, El Guapo Stuntteam, Suicide Silence, The Bones, Bury Your Dead, The Flatliners.

Les groupes Good Charlotte et Lit ont été contraints d'annuler leur participation et furent remplacés respectivement par Thursday et The Bouncing Souls. Bad Religion fut la tête d'affiche pour la troisième fois après les éditions 2002 et 2006.

### 18eédition 2009 (17–18 avril)
- Vendredi 17 avril : Bullet for My Valentine, Bring Me the Horizon, Taking Back Sunday, Underoath, United Nations, Senses Fail, Emery, Poison the Well, Escape the Fate, Innerpartysystem, P.O.box.
- Samedi 18 avril : NOFX, Rise Against, The Get Up Kids, Walls of Jericho, Bleeding Through, Comeback Kid, Mad Sin, The Living End, Darkest Hour, Street Dogs, Jasta, The Aquabats, Architects, The Unseen, H20, Misery Signals, Bane, Outbreak, Gino's Eyeball, Back Fire, Death Before Dishonnor, Nations Afire, The Sedan Vault, Mid Air Collision, True Colors, Nuns Go Riot.

### 19eédition 2010 (23–24 avril)
- Vendredi 23 avril : Hatebreed, Face to Face, The Mighty Mighty Bosstones, Saves the Day, Sunny Day Real Estate (annulé et remplacé par Millencolin), Glassjaw, Agnostic Front, Banner Pilot, Alesana, The Real McKenzies, The Friday Night Boys, Haste the Day, This Is Hell, A Skylit Drive, The Swellers, Adept, Oh, Sleeper, Young Guns, Grey Like Masquerade.
- Samedi 24 avril : Bad Religion, Pennywise, Sum 41, Afi, Lit, Strike Anywhere, Story of the Year, Parkway Drive, The Bouncing Souls, 88 Fingers Louie, H2O, The Bronx, Snapcase, The Aggrolites, Good Clean Fun, Born from Pain, Despised Icon, A Wilhelm Scream, Zebrahead, Mustard Plug, Dance Gavin Dance, Winds of Plague, Rise and Fall, Steak Number 8, Pour Habit, Mute the Warriors, Stick to Your Guns, Stativ Radio, In Fear and Faith, Defeater, 50 Lions, Asking Alexandria, Mariachi El Bronx, MC Lars.

### 20eédition 2011 (22–23 avril)
- Vendredi 22 avril 2011 : Flogging Molly, Underoath, Morning Again, Hatebreed, August Burns Red, Devil's Brigade, Further Seems Forever, Every Time I Die, Shai Hulud, Millencolin, Circa Survive, Cancer Bats, Sick of It All, The Blackout, Grey Area, The Black Pacific, Whitechapel, Veara, Cute Is What We Aim For, Twin Atlantic, Blade, Rufio, We Came as Romans, The Acacia Strain, Craig's Brother, Bleed from Within, Miss May I, Army of Freshmen, Impending Doom.
- Samedi 23 avril 2011 : Nofx, The Used, H2O, Dropkick Murphys, Saves the Day, CIV, Blood for Blood, BrotherHood Foundation, Descendents, Madball, No Trigger, Boysetsfire, Snapcase, The Ghost Inside, Dashboard Confessional, Comeback Kid, Of Mice and Men, Thursday, Street Dogs, Hoods, Homer, Goldfinger, Dear Landlord, Sugarcult, Asking Alexandria, Grave Maker, Piebald, Old Man Markley, Cruel Hand, Streetlight Manifesto, Blacklist Royals, Social Suicide, Teenage Bottlerocket, Dead to Me.

### 21eédition 2012 (27–28 avril)
- Samedi 28 avril 2012 : Rancid, Lagwagon, Face to Face, Yellowcard, Lifetime, Heideroosjes, Parkway Drive, Hazen Street, The Dillinger Escape Plan, Heaven Shall Burn, Bouncing Souls, Set Your Goals, Reel Big Fish, Evergreen Terrace, Verse, The Ghost Inside, None More Black, The Wonder Years, Belvedere, Gallows, Off With their Heads, I Am the Avalanche, For Today, Miss May I, Chixdiggit, Royal Republic, The Menzingers, Authority Zero, Bear, Banquets, Confession, We Are the in Crowd, The Copyrights, Vienna, Counterpunch, Paceshifters, Garrett Klahn, Hostage Calm, Face Tomorrow.
- Dimanche 29 avril 2012 : Refused, Simple Plan, Thrice, Good Riddance, Alkaline Trio, Unearth, Gorilla Biscuits, Terror, Anti-Flag, 7 Seconds, Hot Water Music, Motion City Soundtrack, The Bronx, MXPX All Stars, Slapshot, Cobra Skulls, Your Demise, Architects, DYS, The Dangerous Summer, Zebrahead, Old Firm Casuals, Make Do and Mend, Trigger Effect, Billy the Kill, Such Gold, Red City Radio, Junius, Versus the World, Tom Gabel, Wolves Like Us, Sunpower, Jonah Matranga, Dave Hause, Kevin Seconds, Mike Herrera, Chuck Ragan.

### 22eédition 2013 (27–28 avril)

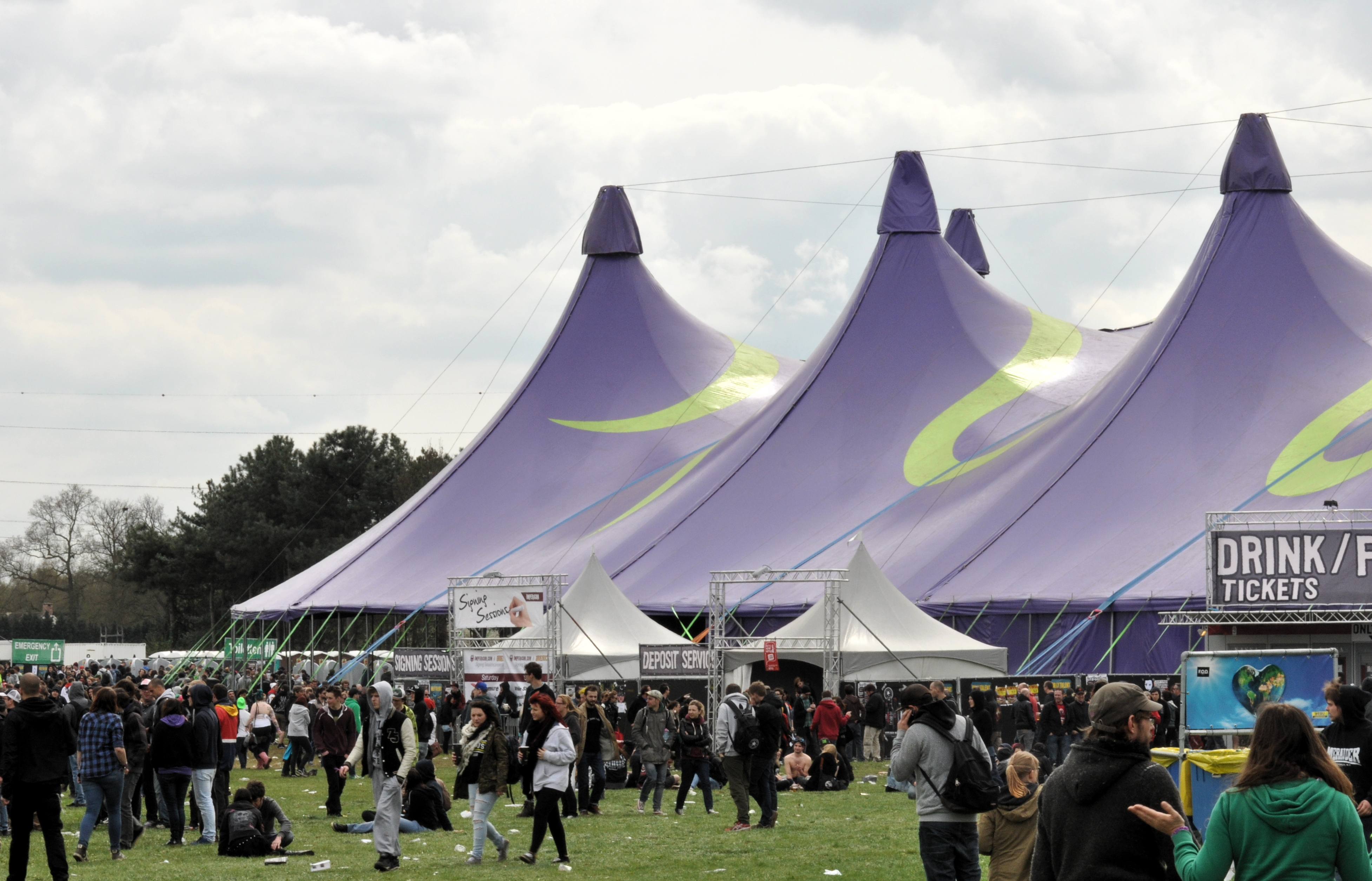
Groezrock 2013.

- Samedi 27 avril 2013[8] : Rise Against, Rocket from the Crypt, Pennywise, Hatebreed, Frank Turner and the Sleeping Souls, The Aquabats, Pulley, A Wilhelm Scream, Streetlight Manifesto, The Riverboat Gamblers, Far from Finished, The Rocket, Turbonegro, Texas Is the Reason, …And You Will Know Us by the Trail of Dead, Grade, Emmure, The Kids, Samiam, Joey Cape's Bad Loud, Chelsea Grin, Crossfaith, Crushing Caspars, Comeback Kid, Kid Dynamite, Title Fight, Trapped Under Ice, Implants, The Story So Far, AC4, Obey the Brave, John Coffey, Six Ft Ditch, Attila, Buried in Verona, Dave Hause, Jonny Two Bags, Walter Schreifels, Scorpios, Kristopher Roe, Russ Rankin, Miracles, Minx.
- Dimanche 28 avril 2013[8] : Bad Religion, Billy Talent, The Used, The Starting Line, Less Than Jake, Strung Out, The Ataris, The Flatliners, Smoke or Fire, The Dopamines, Nothington, Killswitch Engage, Bring Me the Horizon, August Burns Red, Sparta, Attack Attack!, Narrows, Adept, Stick to Your Guns, While She Sleeps, Bastions, Flag, Into Another, Strife, Polar Bear Club, First Blood, Old Man Markley, Pure Love, Iron Chic, Midnight Souls, Masked Intruder, The Front Bottoms, Geoff Rickly, Vinnie Caruana, Rocky Votolato, Tim Vantol, Rob Lynch, Into It. Over It., PJ Bond, Arizona / Grey Like Masquerade.

### 23eédition 2014 (2–3 mai)
- Vendredi 2 mai 2014 : NOFX, Brand New, Descendents, Alkaline Trio, BoySetsFire, The Lawrence Arms, The Menzingers, Bodyjar, Gameface, Atlas Losing Grip, Astpai, Quicksand, Taking Back Sunday, Ignite, Madball, Terror, Saves the Day, Deez Nuts, Bayside, Wisdom in Chains, Devil in Me, H2O, Paint It Black, La Dispute, Iron Chic, I Am the Avalanche, The Wonder Years, Red City Radio, PUP, Restorations, Everlast, Larry and His Flask, Tim Barry, INVSN, Chunk! No, Captain Chunk!, Kids Insane, My Extraordinary, Fathoms, Still Bust, The Tramps.
- Samedi 3 mai 2014 : The Offspring, The Hives, New Found Glory, Screeching Weasel, All, Snuff, Funeral Dress, The Casualties, The Smith Street Band, Elway, Get Dead, Falling in Reverse, Caliban, The Devil Wears Prada, The Ghost Inside, Norma Jean, Doomriders, I Killed the Prom Queen, Apologies, I Have None, Drug Church, The Charm the Fury, Judge, Modern Life Is War, Cro-Mags, Touché Amoré, Liferuiner, The Setup, Done Dying, Fabulous Disaster, The Priceduifkes, The Toasters, Crazy Arms, Bim Skala Bim, Bury Tomorrow, Blitz Kids, Edward in Venice, Shell Beach, River Jumpers, Moments, The Ignored.

### 24eédition 2015 (1–2 mai)

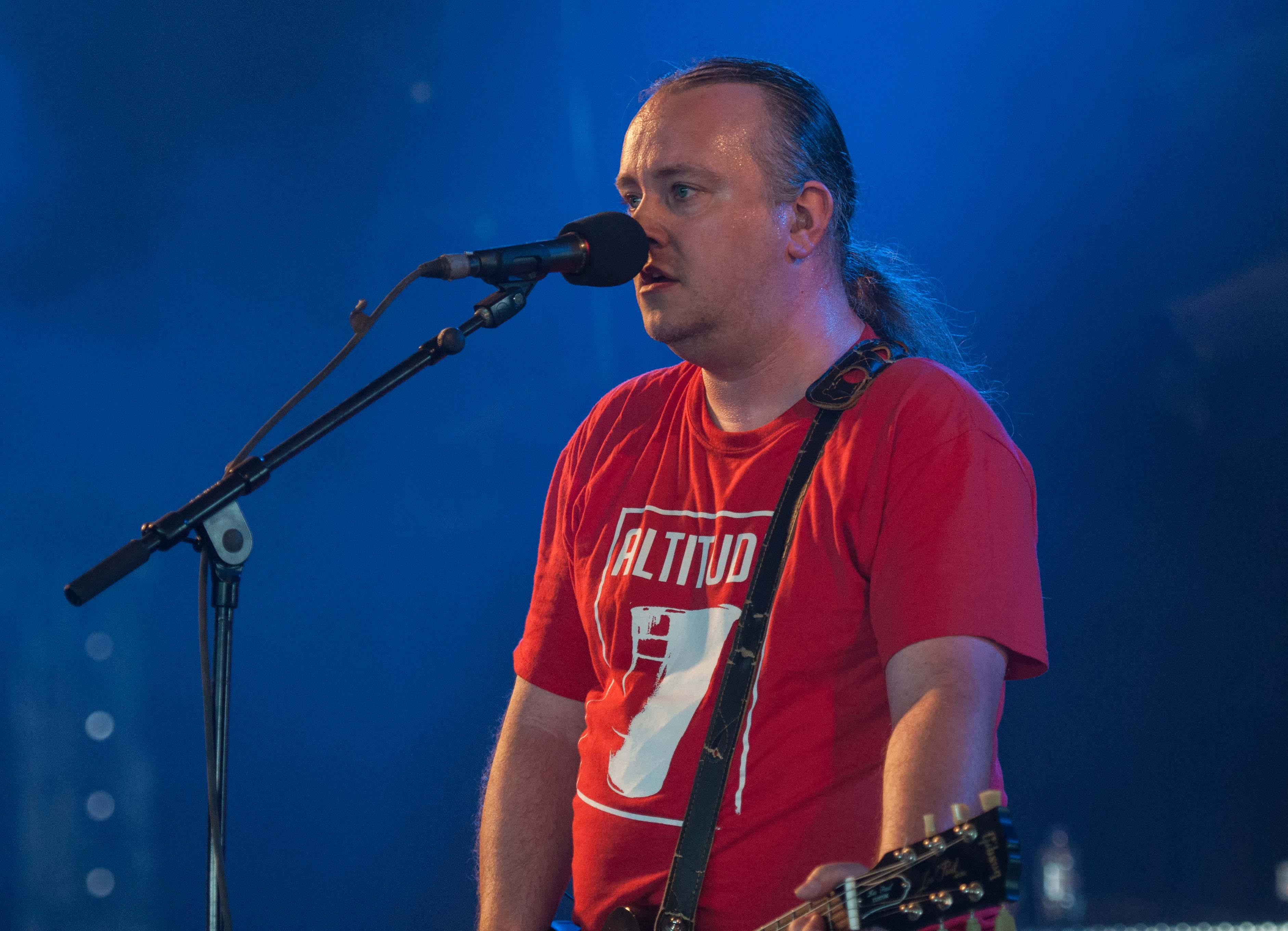
F.O.D., Groezrock 2015.

- Vendredi 1er mai 2015 : Social Distortion, Pennywise, Lagwagon, Broilers, Atreyu, Motion City Soundtrack, Against Me, The Dwarves, Masked Intruder, The Swellers, Joyce Manor, Unearth, The Ghost Inside, Suicide Silence, The Acacia Strain, Stick to Your Guns, While She Sleeps, Whitechapel, Carnifex, Set Things Right, Defeater, Trash Talk, Ceremony, Iron Reagan, Cancer Bats, Cold World, Set It Off, Toxic Shock, Brutus, Title Fight, Mineral, Knapsack, Transit, The Smith Street Band, Frnkiero and the Celebration, The Hotelier, Gnarwolves, Beach Slang, Obey the Brave, Feed the Rhino , The Hell, Under the Influence, You May Kiss the Bride, Not on Tour, Black Sheep, Wolves Scream, Jarhead.
- Samedi 2 mai 2015 : Refused, Millencolin, The Mighty Mighty Bosstones, Satanic Surfers, Good Riddance, The Loved Ones, Frenzal Rhomb, Teenage Bottlerocket, Off With their Heads, The Real Mckenzies, Love Zombies, Agnostic Front, Comeback Kid, Throwdown, Raised Fist, Psycho 44, Turbowolf, No Turning Back, Nasty, The Interrupters, American Nightmare, As Friends Rust, Off!, Such Gold, Banner Pilot, Counterpunch, Turnstile, Your Highness, F.O.D., Make Do and Mend, Basement, Bane, Angel Du$t, Reign Supreme, The Early November, Direct Hit, Timeshares, The Holy Mess, You Blew It, Forus, The Deaf, Call It Off, Ducking Punches, Tiger Bell, Kill the President, Bad Ideas, Shinebox.

### 25eédition 2016 (29–30 avril)
- Vendredi 29 avril 2016 :
  - Monster Energy Stage : Rancid (tête d'affiche), Hatebreed, Frank Turner and the Sleeping Souls, Less Than Jake, Four Year Strong, The Aggrolites.
  - Impericon Stage : No Fun at All (tête d'affiche), Saosin, Walls of Jericho, Despised Icon, Blessthefall, Hellions.
  - Back to Basics Stage : Youth of Today (tête d'affiche), Terror, Siberian Meat Grinder, Muncie Girls, The Dirty Nil.
  - Watch Out Stage : Double Veterans (tête d'affiche), We're Wolves, Tangled Horns, Off the Cross, Coma Commander.
  - American Socks Present Acoustic : Mad Caddies, Much the Same, Not on Tour, Tom Thacker, Frank Turner.
- Samedi 30 avril 2016 :
  - Monster Energy Stage : Sum 41 (tête d'affiche), No Use For a Name and Friends, Face to Face, Me First and the Gimme Gimmes, Mad Caddies, Juliette and the Licks, The Movielife, Flatcat, Venerea, Not on Tour.
  - Impericon Stage : Sick of It All, Caliban, Emmure, Letlive, Bury Your Dead, Burn, Frank Carter and the Rattlesnakes, Northlane, Broken Teeth.
  - Back to Basics Stage : Dag Nasty, Dillinger Four, Iron Chic, SNFU, The Falcon, Modern Baseball, Knockout Kid, Pears, Rozwell Kid.
  - Watch Out Stage : Moose Blood, Pup, Much the Same, Night Birds, Clowns, Bad Cop/Bad Cop, The Bennies, Teen Agers.
  - American Socks Present Acoustic : Four Year Strong, Daylight, Call It Off, The Morning Hour, Note to Amy.

### 26eédition 2017 (29–30 avril)
- Samedi 29 avril 2017[9] :
  - Monster Energy Stage : Deftones, Thrice, Underoath, The Bouncing Souls, Strike Anywhere, The Menzingers, Mewithoutyou, Swingin' Utters, The Flatliners, Red City Radio
  - Back to Basics Stage : Anti-Flag, Stick to Your Guns, Deafheaven, Cro-Mags, Brutality Will Prevail, Oathbreaker, Clowns, Skyharbor, Moments
  - Watch Out Stage : In Hearts Wake, AJJ, Wolf Down, He is Legend, Tim Vantol, Petrol Girls, Trade Wind, Cocaine Piss, Toy Guitar.
- Dimanche 30 avril 2017[9] :
  - Monster Energy Stage : Parkway Drive, Pennywise, Cock Sparrer, Ignite, Choking Victim, Zebrahead, Belvedere, Skinny Lister, F.O.D.
  - Back to Basics Stage : Gorilla Biscuits, H2O, Undeclinable Ambuscade, Counterfeit, No Turning Back, Brutus, Nothington, Arcane Roots
  - Watch Out Stage : Blood Youth, Jeff Rosenstock, Incendiary, Boston Manor, Call It Off, Mobina Galore, Bent Life, Young Hearts.

### 27eédition 2018 (27 octobre)
Cette édition a lieu durant une journée et s'est déroulée en intérieur dans une salle, à savoir le Muziekodroom à Hasselt.
- Samedi 27 octobre 2018 :
  - Main Hall : Anti-Flag (tête d'affiche), Less Than Jake, Reel Big Fish, Silverstein, Cancer Bats, Broken Teeth, Black Peaks, Skywalker.
  - 45 : Abhinanda (tête d'affiche), Down by Law, Will Haven, Bleed From Within, Sons, Culture Abuse, Gouge Away.
  - Club : Milk Teeth (tête d'affiche), Trash Boat, Decade, Toxic Shock, This Means War, Lotus, Pas de chance.

### 28eédition 2019 (26–27 avril)
- Jeudi 25 avril 2019 (The Cockpit) : Bear, You Nervous?, Sounds Like Deceit, Fever Days.
- Vendredi 26 avril 2019 :
  - Mainstage : Bold, One King Down, Obey the Brave, Counterparts, Backtrack, Get the Shot
  - Revenge Stage : Jawbreaker, Coheed and Cambria, Stick to Your Guns, Emmure, The Word Alive, Fleddy Melculy, Eskimo Callboy.
  - Back to Basics : Amenra, Deez Nuts, Brutus, Good Riddance, Samiam, Citizen.
  - Red Bull Stage : Beach Slang, Dream State, Tusky, Trade Wind, Stab, Access Unlocked.
  - The Cockpit : Authority Zero, Not on Tour, Spanish Love Songs, Press Club, Pkew Pkew Pkew, Candy, King Nine, Slow Crush, Haester.
- Samedi 27 avril 2019 :
  - Mainstage : Dropkick Murphys, Millencolin, Bowling for Soup, Heideroosjes, The Bronx, Hank von Hell, Dog Eat Dog, The Rumjacks, The Devil Makes Three, Bad Cop/Bad Cop, Get Dead.
  - Revenge Stage : Comeback Kid, Defeater, Morning Again, Fit for a King, Trash Talk, No Turning Back, Dead Swans, Make them Suffer, LANDMVRKS.
  - Back to Basics : Neck Deep, Dave Hause and the Mermaid, Snuff, A Wilhelm Scream, Teenage Bottlerocket, Such Gold, Roam, Can't Swim, Chaser, The Last Gang.
  - Red Bull Stage : Joyce Manor, Bearings, Restorations, Sharptooth, Employed to Serve, Coarse, This Means War, The Penske File, Koji.
  - The Cockpit : Bulls on Parade, NØFX, Jesus Piece, Save Face, Popes of Chillitown, The Tidal Sleep, Skin of Tears, For I Am, Goodbye Blue Monday, Horror My Friend, Raw Peace, Ric Widows.